# Major Gyula
Major Gyula (Békéscsaba, 1959. október 18. –) fesztiváldíjas magyar filmrendező, vágó, producer, a mayorfilm filmstúdió alapítója. Számos dokumentumfilmje ért el nagy sikereket, melyek főleg a Viharsarok és Békés vármegye régióit érintik, ezek mellett személyes útifilmeket és promóciós munkákat is alkot.

### Filmjei
- Kikiriki, talán szerda van (Duna-delta trilógia)
- Hunor, Magor nyomán Békésben (2016)[1]
- Öt folyón hazafelé (2020)[2]
- Az Öreg Hölgy szeretői (Duna-delta trilógia)
- Ahol a Duna véget ér (Duna-delta trilógia)[3]
- Vad Viharsarok (2021)[4]
- Nyeregben Békésben (2022)[5]
- Tiszán innen (2023)[6]
- Szeverényi Mihály festőművész portréfilmje
- Négy kék évtized: Szarvas Mátyás Országos Kékkör futása (2024)
- A Wenckheimek[7]